# NGC 857
NGC 857 è una galassia lenticolare situata nella costellazione della Fornace, a una distanza di circa 159 milioni di anni luce dalla nostra Via Lattea.

## Scoperta
La galassia è stata scoperta il 18 novembre 1835 dall'astronomo britannico John Herschel.

## Gruppo di IC 1788
NGC 857 fa parte di un piccolo gruppo di galassie composto da 4 membri, il Gruppo di IC 1788. Le altre due galassie del gruppo, oltre alle due citate, sono IC 1783 e ESO 415-10.